# Armata Aliată din Orient

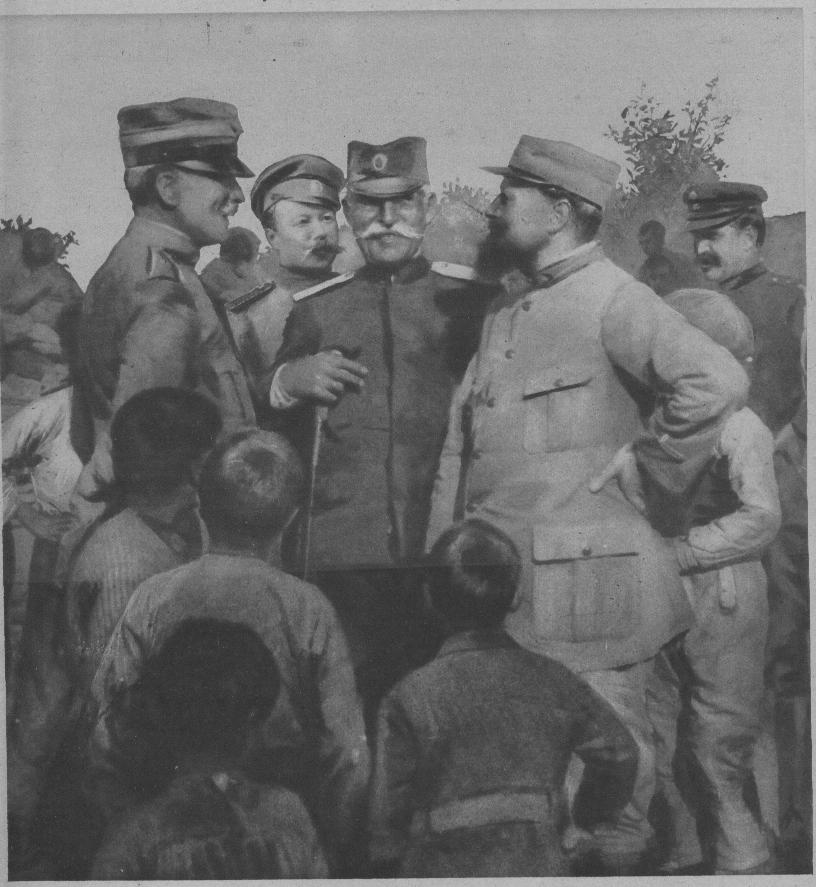
Un exemplu de colaborare aliată: un căpitan italian, un locotenent rus, un colonel sârb, un locotenent francez și un jandarm grec

Armata Aliată din Orient (AAO) (în franceză Armées alliées en Orient) a fost numele comandei unificate asupra forțelor militare multinaționale aliate pe Frontul din Salonic în timpul Primului Război Mondial.
Atunci când forțele militare germano-austro-bulgare au invadat Serbia în septembrie-octombrie 1915, mai multe țări aliate au trimis trupe în portul grecesc Salonic pentru a ajuta Serbia.
În august 1916, aproximativ 400.000 de soldați aliați din 5 armate diferite au ocupat Frontul din Salonic. 
Se impunea o comandă unificată și după lungi discuții generalul francez Maurice Sarrail a fost plasat la comanda forțelor aliate din Salonic, deși fiecare armată și-a păstrat dreptul de a face apel la guvernele lor. 
Grecia a rămas inițial neutră. După o lovitură de stat în 30 august 1916, a fost instituit la Salonic Guvernul Provizoriu al Apărării Naționale, condus de Eleftherios Venizelos. Guvernul a început mobilizarea unei armate și, în curând, aceasta a participat la operațiunile împotriva Puterilor Centrale. În iunie 1917, ca urmare a presiunilor crescute din partea aliaților, regele Constantin I al Greciei a fost forțat să abdice de la tron. Venizelos a preluat controlul asupra întregii țări și Grecia a declarat oficial război Puterilor Centrale pe 30 iunie 1917. Forțele grecești, de asemenea, s-au aflat sub comanda AAO.

## Comandanții AAO
- 11 august 1916: generalul Maurice Sarrail
- 15 decembrie 1917: generalul Adolphe Guillaumat
- 17 iunie 1918: generalul Louis Franchet d'Espèrey[1]

## Componență

### Franța

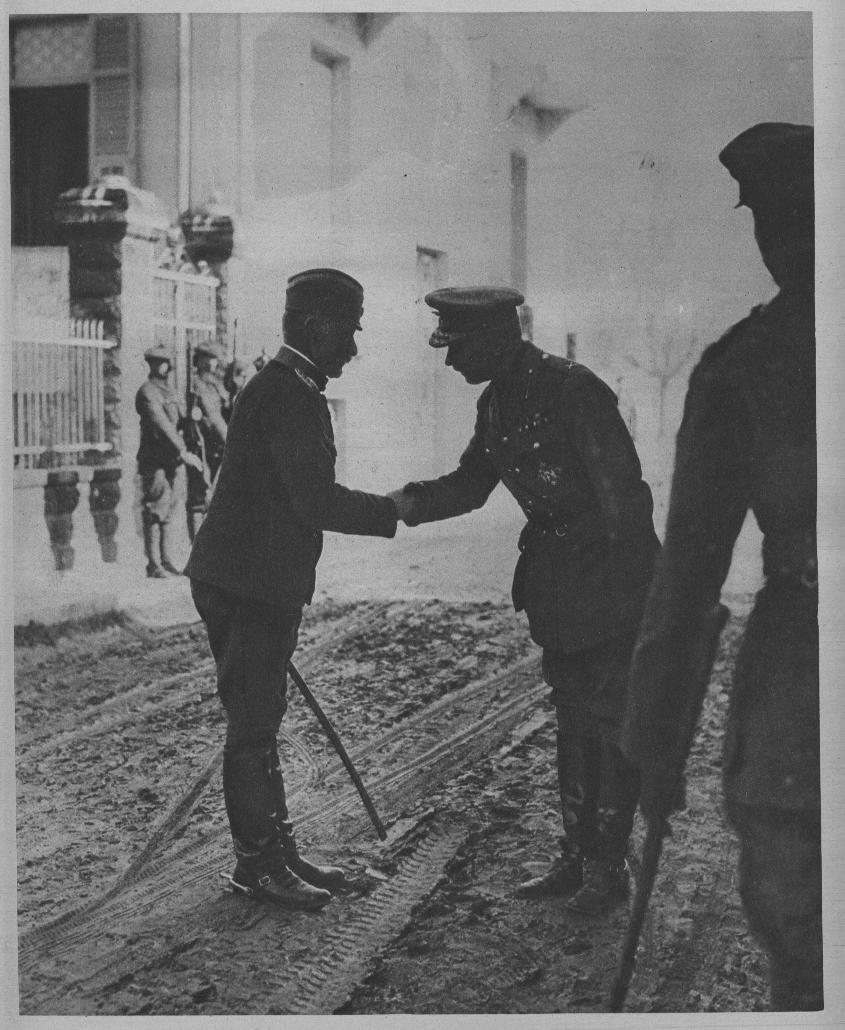
Generalul sârb Živojin Mišić și generalul britanic George Milne.

- Armée d'Orient (1914): 8 divizii

### Marea Britanie
- Armata Britanică de la Salonic: 6 divizii

### Serbia
- Armata I, sub comanda generalului Živojin Mišić
- Armata a II-a, sub comanda generalului Stepa Stepanović
- Armata a III-a, sub comanda lui Pavle Jurišić Šturm și mai târziu a colonelului Miloš Vasić.

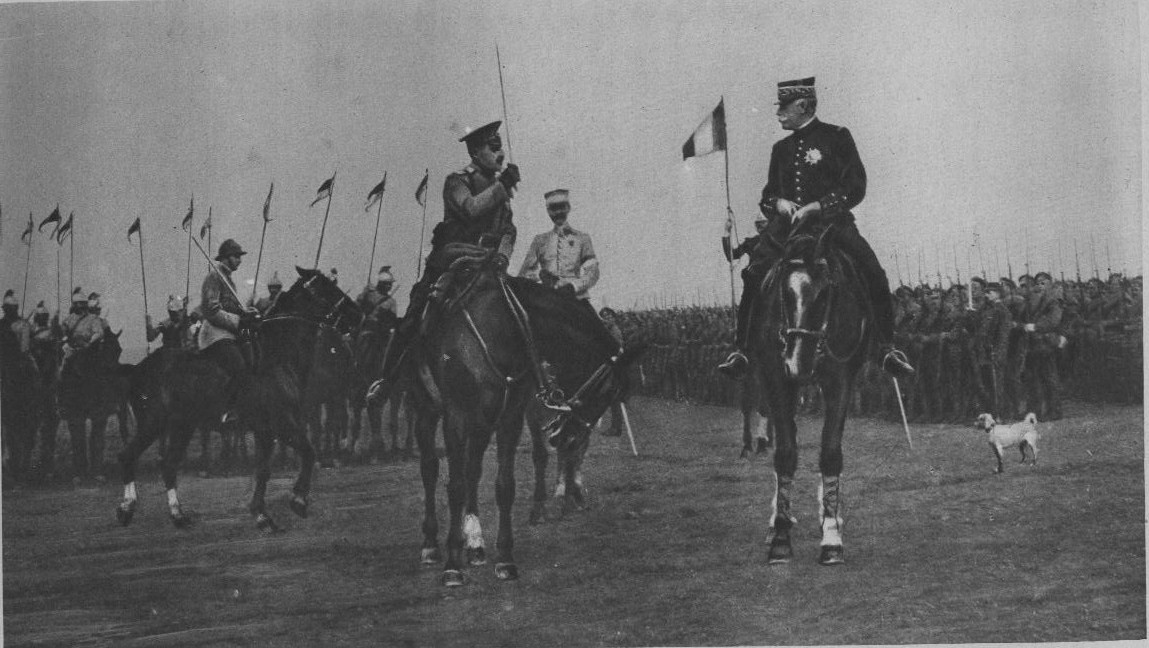
Generalul rus Leontiev îl salută pe Sarrail

### Rusia
- Forța expediționară rusă (2 brigăzi) sub comanda lui Mihail Diterihs

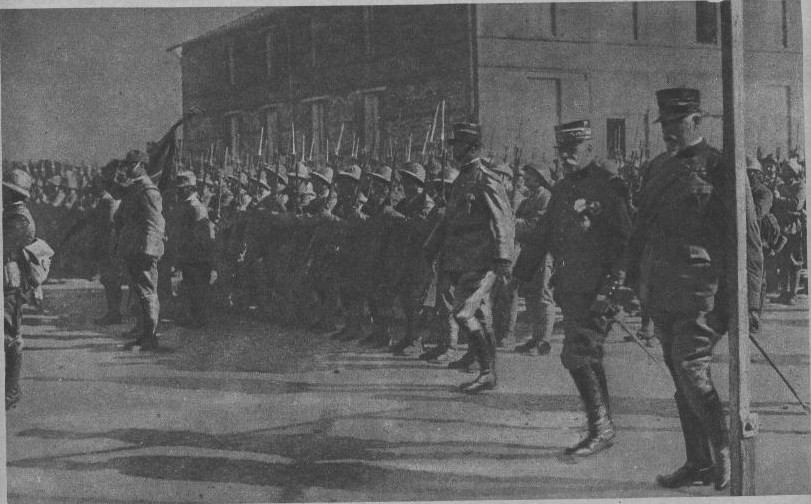
Sarrail și Petitti di Roreto la sosirea trupelor italiene în Salonic

### Italia
- Divizia 35 Infanterie (Corpo di spedizione italiano in Macedonia) subcomanda generalilor

  - Carlo Petitti di Roreto (august 1916 - aprilie 1917)
  - Giuseppe Pennella (26 aprilie - 24 mai 1917)
  - Ernesto Mombelli (24 mai 1917 - sfârșitul anului 1918)[2]
- Corpul de Armată XVI: Acest Corpo di Spedizione Italiano in Oriente (CSIO), un corp de armată italian în Albania, a rămas sub comanda directă a Marelui Cartier Italian și, astfel, nu a făcut parte din AAO.
  - Emilio Bertotti (20 noiembrie 1915 – 8 martie 1916)
  - Settimio Piacentini (8 martie – 17 iunie 1916)
  - Oreste Bandini (18 iunie – 11 decembrie 1916), a fost ucis în scufundarea cuirasatului Regina Margherita
  - Giacinto Ferrero (11 decembrie 1916)[3]

### Grecia

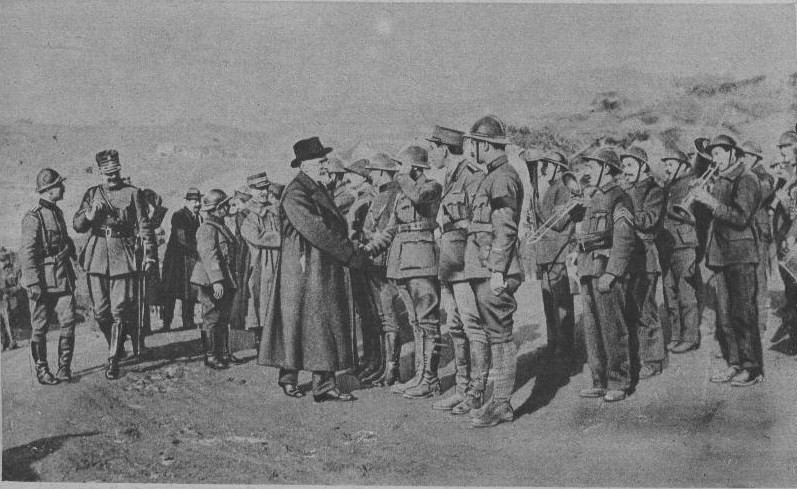
Generalul Gérôme și Venizelos inspectează trupele grecești din Macedonia

- În septembrie 1916, 10.000 de oameni sub comanda coloneilor Zymvrakakis și Mazarakis
- Până în ianuarie 1918, 10 divizii (204.000 de oameni) sub comanda lui Panagiotis Danglis

### Altele
- Portugalia: 1 brigadă
- Albania: 1.000 de militari din trupele neregulate conduse de Essad Pașa Toptani
- Muntenegru: trupe neregulate